# バンダル・ビン・スルターン

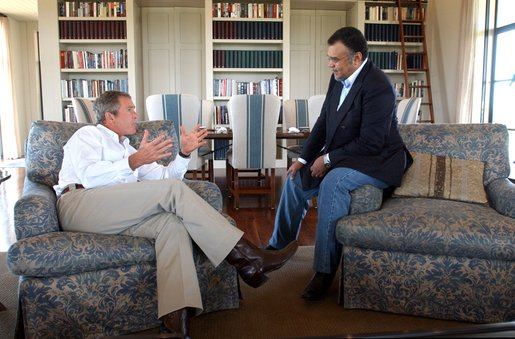
2002年、ジョージ・W・ブッシュ大統領とバンダル

バンダル・ビン・スルターン・ビン・アブドゥルアズィーズ・アール＝サウード（アラビア語: بندر بن سلطان بن عبدالعزيز آل سعود、Bandar bin Sultan、1949年3月2日 - ）は、サウジアラビアの政治家。王族サウード家の一員で、元皇太子スルターン・ビン・アブドゥルアズィーズの子、初代国王アブドゥルアズィーズ・イブン・サウードの孫。駐米サウジアラビア大使、サウジアラビア総合情報庁長官、国家安全保障会議事務局長を歴任した。

## 略歴
1949年、初代国王イブン・サウードの十五男（十六男とも）のスルターンと、彼が所有しており婚姻したエチオピア系のメイドの間に生まれる。1968年にイギリスのクランウェル王立空軍大学を卒業、アメリカ合衆国のマックスウェル空軍基地で追加トレーニングも行った。不時着時の怪我により1977年に中佐の階級でサウジアラビア空軍のキャリアに終わりを告げ、アメリカのジョンズ・ホプキンス大学で国際公共政策の修士号を取得した。
1983年から2005年まで20年以上に渡って駐米大使を務め、豊富なオイルマネーでアメリカ政界において強い影響力を持つサウジロビーの顔役となる。ロナルド・レーガン政権下では、アメリカ最強のロビー団体の一つといわれているアメリカ・イスラエル公共問題委員会（AIPAC）の反対にもかかわらず、E-3早期警戒管制機のサウジへの販売を成功させる。さらにサウジアラビアで「ミサイルの父」と呼ばれるハリド・ビン・スルタンとともにアメリカには秘密で中華人民共和国の準中距離弾道ミサイルDF-3の購入にも関わった。ただし、ハリドとバンダルの双方が自らの実績と主張して論争になっている。イラン・コントラ事件ではニカラグアへの資金提供に関わったとされ、この時にアメリカ側の窓口をつめた後に大統領となって湾岸戦争を起こすジョージ・H・W・ブッシュ副大統領と親交を深めたとされる。また、ベーカーがブッシュの名を受け、関係国に対して中東和平会議への出席を要請した際、ファハド国王を説得し、サウジの同会議出席に同意させたとされる。このブッシュ家とバンダルとの親密さは映画『華氏911』でも取り上げられ、このことからバンダル・ブッシュと渾名される。2000年代に入りバンダルはジョージ・H・W・ブッシュの息子のジョージ・W・ブッシュ政権時に、軍事行動によるイラクのサッダーム・フセイン政権の打倒を提唱し、副大統領のディック・チェイニーが提唱するイランとシリアの政権打倒プログラム「The new Middle East（新中東）」政策を支持、イラク戦争など実際に彼の思惑通りにアメリカの中東政策は進んだ。また、イランと対立するイスラエルに接近するサウジアラビアの外交戦略も主導してきた。
2005年10月、第6代国王アブドゥッラー・ビン・アブドゥルアズィーズの下で、駐米大使を退き国家安全保障会議事務局長に就任した。駐米大使の後任には、バンダルが駐米大使だった20余年とほぼ重複する時期に総合情報庁長官を務めていたトゥルキー・アル＝ファイサル王子が就任した。
2010年から始まったアラブの春における2011年バーレーン騒乱の際には、サウジを中心とする湾岸協力会議は部隊を派遣して自国に反政府デモが飛び火しないように初の域内軍事警察行動を行い、バーレーン政府のデモ隊鎮圧に協力したが、この際、バンダルが友好国の中国やパキスタンなどからデモ隊鎮圧の支持をとりつけるための特使となった。サウジが同様にジャスミン革命による民主化を避けたい中国と協力関係を深めてバーレーンの反政府デモ鎮圧に武力介入したことは、かつてのワルシャワ条約機構によるプラハの春弾圧を想起させると西側諸国から批判された。
2012年から国家安全保障会議事務局長と兼任する形で総合情報庁長官に就任。2013年7月にロシアに極秘訪問し、ウラジーミル・プーチン大統領に「ロシアがシリアから手を引けばチェチェンのイスラム過激派の対露テロ行為を止めさせることが出来、ソチオリンピックも安全に開催できる」と提案したが、プーチンは「サウジがチェチェンのテロリストの後ろ盾だと知っている」として猛然と提案を拒否したという。10月に、バンダルは、サウジがシリア・イラン政策で、穏健的な態度を採るバラク・オバマ政権下のアメリカとは離れて進むことを言明した。
2014年に「自身の要求のため」として統合情報庁長官を解任された。アメリカの意向による圧力と見られ、ジョン・ケリー国務長官はバンダルを「問題」としていた。総合情報庁は、イラクやシーア派の軍事大国のシリアやイランを弱体化させるために過激派のアルカーイダやISILなどサラフィー・ジハード主義者を影で支援してきた過激派の最大のスポンサー若しくは黒幕といわれてきたが、新保守主義（ネオコン）と呼ばれたブッシュ政権に比べて対シリア・イラン穏健路線を採るオバマ政権にとっては、過去の政策を引きずるバンダルの存在が都合が悪くなったからだと言われている。イラン、駐シリアヨルダン大使のバハジャト・スレイマン、一部のジャーナリスト、学者は、バンダルこそがアルカーイダとISILの真の指導者であるとしている。
2014年6月、国家安全保障会議事務局長と兼任する形で、国王顧問、国王特使にも就任し権力の中枢に復帰したと見られていたが、2015年1月、第6代国王アブドゥッラーの死去に伴い即位した第7代国王サルマーン・ビン・アブドゥルアズィーズの内閣改造により、国家安全保障会議事務局長、国王顧問、国王特使を解任された。国家安全保障会議は廃止され、ムハンマド・ビン・ナーイフ副皇太子兼第二副首相兼内務大臣を議長とする政治・安全保障評議会が新設された。
2020年10月5日、サウジアラビア系アル＝アラビーヤのインタビューで、イスラエルとアラブ首長国連邦・バーレーンの国交正常化（アブラハム合意）に対するパレスチナの非難は「冒瀆」であると非難し、「低級な言説」は、従来パレスチナを支援してきた、サウジアラビアや世界の支持を得られるものではないとした。同時に、パレスチナが、サウジアラビアと敵対するイランやトルコとの関係を深めていることを非難した。また、「パレスチナの大義は正当だが、その擁護者は失敗し、イスラエルの大義は不当だが、その擁護者は成功している」と評した。また、パレスチナの初代大統領であったヤーセル・アラファートがサウジアラビアの和平努力を度々無下にした事実を列挙し、シリアのハーフィズ・アル＝アサドがアラファートを恫喝したことでパレスチナはキャンプ・デービッド合意に参加できなかったこともあったとも証言した。そして、1940年代のパレスチナ指導者の一人、アミーン・フサイニーがアドルフ・ヒトラーに協力した史実を筆頭に、パレスチナの指導者が70年以上にわたり、いかに失敗を繰り返してきたかを糾弾した。その上で、「我々はイスラエル問題に関心を持つよりも、自国の安全保障と国益に注意を払わなければならない段階に来ている」と主張した。